# مایکل وی: زندانی سلول ۲۵
مایکل وی: زندانی سلول ۲۵ یک رمان پرفروش سال ۲۰۱۱ در آمریکا است. ژانر این کتاب رمانتیک، علمی تخیلی و اثری از ریچارد پل اوانز است. این کتاب در ایران توسط انتشارات پرتقال با ترجمه فرانک معنوی امین منتشر شده‌است. داستان آن دربارهٔ مایکل وِی، یک نوجوان ۱۵ ساله است که مبتلا به سندرم تورِت است و توانایی ایجاد زاپ الکتریکی و شوک دادن به افراد را داراست. این نخستین جلد از دهگانه مایکل وی است.

## داستان
مایکل وی، یک نوجوان۱۵ ساله مبتلا به سندرم تورت است و توانایی عجیبی در ایجاد شوک الکتریکی دارد. او احساس می‌کند که تنها شده‌ است. صمیمی ترین دوست او اوستین است. جک و وید خيلي او را اذيت مي کنند .  در این زمان، جک و وِید، دو مزدور اند که به‌طور ناگهانی به مایکل حمله می‌کنند. مایکل به ناچار به آنها شوک وارد می‌کند و متوجه می‌شود که تایلور ریدلی، شاهد این ماجرا بوده‌است.
مایکل متوجه می‌شود که تایلور هم مانند او توانایی‌های عجیبی دارد. او می‌تواند انسان را در یک لحظه متوقف و حافظه اش را دچار اختلال کند. او به این کار خود ریبوت کردن می‌گوید. همچنین او توانایی خواندن ذهن را دارد. او، مایکل، و اوستین نابغه، بهترین دوست مایکل، گروهی به نام «الکتروکلن» را تشکیل می‌دهند. سپس آنها متوجه می‌شوند که توسط شرکت «الجن» تعقیب می‌شوند.
مایکل وی و تایلور ریدلی یک بورس تحصیلی از آکادمی الجن دریافت می‌کنند. وقتی مایکل مادرش را در جریان بورس تحصیلی قرار می‌دهد، او بلافاصله از جایی که در آن غذا می‌خوردند (پیتزا مکس) خارج می‌شود. در مسیر سوار شدن به ماشین، یک مرد مرموز سعی می‌کند پول‌های آنان را بدزدد. وقتی مایکل به او شوک الکتریکی وارد می‌کند، مرد دیگری که به نظر می‌رسد که دو نوجوان همراه اوست، جلو می‌آید. این مرد خودش را دکتر هتچ معرفی می‌کند. یکی از نوجوان‌ها که نیشل نام دارد، انرژی مایکل را خالی می‌کند و او بیهوش می‌شود. مایکل در بیمارستان بیدار می‌شود و مادر اوستین به او می‌گوید که مادرش دزدیده شده‌است. در همین حال، تایلور هم ربوده شده و به آکادمی شرکت الجن فرستاده می‌شود. او در آنجا متوجه می‌شود که یک خواهر دوقلوبه نام تارا دارد که البته برعکس تایلور، دختری شرور است.
تایلور خیلی زود متوجه کار دکتر هتچ می‌شود. او دوست دارد از قدرت‌های نوجوانان عجیب که نورانی خوانده می‌شوند، به نفع خود و برای انجام کارهای خطرناک استفاده کند. وقتی تایلور از خواسته او سرپیچی می‌کند، توسط نیشل شکنجه می‌شود و در طبقه D با سه بچه دیگر زندانی می‌شود: ایان، مک کلینا و ابیگیل که هر سه از دستورات هتچ سرپیچی کرده و آنجا زندانی شده‌اند.
مایکل ماشین جک را قرض می‌گیرد و همراه او، وید و اوستین، تلاش می‌کند تایور را آزاد کند. دکتر هتچ او را دستگیر می‌کند و به او می‌گوید که مایکل پدر خود را با شوک کشته‌است. سپس از او می‌خواهد به آکادمی ملحق شود تا دوستان و مادرش آزاد شوند. تایلور، اوستین، و دیگر اعضای شورش کننده در طبقه D تلاش نا موفقی برای فرار از سلول انجام می‌دهند. از طرفی دکتر هتچ از مایکل می‌خواهد وید را به قتل برساند تا وفاداری خود را ثابت کرده و دوستانش را آزاد کند. او امتناع می‌کند و بنابراین مادرش به جای آن شکنجه می‌شود. مایکل به سلول ۲۵ فرستاده می‌شود. سلول شکنجه برای کسانی که با دکتر هتچ همکاری نکرده و با او مخالف اند.
پس از ۲۶ روز، مایکل از سلول ۲۵ آزاد می‌شود و به همان اتاقی منتقل می‌شود که در آن قرار بود وید را بکشد. مایکل که از شکنجه در سلول ۲۵ ضعیف شده‌است، کنار اوستین و تایلور به صندلی‌هایشان بسته می‌شود. قرار است اوستین و تایلور توسط زئوس کشته شوند، اما پس از اینکه مایکل قدرت زئوس را جذب خود می‌کند، از زئوس قوی تر می‌شود و الکتریسیته در اتاق باعث مرگ اوستین می‌شود. او اوستین را معاینه می‌کند و متوجه می‌شود که قلبش از کار افتاده‌است. مایکل به قلب اوستین دو شوک وارد می‌کند و او دوباره زنده می‌شود. سپس تایلور به ذهن زئوس وارد می‌شود و متوجه می‌شود که هتچ به او تلقین کرده که خود او باعث کشته شدن خانواده اش شده‌است. تایلور این خاطره را پاک می‌کند. زئوس سپس با مایکل و بقیه الکتروکلن همراه می‌شود و به آنها کمک می‌کند تا ایان، مک کینا و اَبیگِیل را از سلولشان آزاد کنند و با استفاده از قدرت خود، تمام دوربین‌های موجود را از کار می‌اندازد. نبرد طولانی بین اعضای الکتروکلن و دکتر هتچ اتفاق می‌افتد. گروه مایکل به اتاق کنترل را می‌رسند و اسیران انسانی را به کمک جک و وید آزاد می‌کنند. در همین حال، دکتر هتچ با بقیه بچه های الکتریکی دیگر از آکادمی الجن با هلیکوپتر فرار می‌کنند.
پس از نبرد، تایلور از والدینش می‌گذرد و به مایکل می‌پیوندد. سپس گریس، یک نورانی دیگر که ظاهراً از هتچ فرار کرده، وارد «الکتروکلن» می‌شود. با این تردید که او ممکن است قصد صدمه داشته باشد، تایلور ذهنش را می‌خواند و تأیید می‌کند که او از هتچ متنفر است. گریس می‌گوید که تمام فایل‌های کامپیوتری الجن را قبل از حذف آنها دانلود کرده‌است. (توانایی وی در بارگیری داده‌ها از رایانه‌ها، مانند یک هارد دیسک انسانی است) نیشل که از مایکل صدمه می‌بیند، برای زندگی مثل یک انسان عادی آزاد می‌شود و اینگونه قدرت‌هایش بیهوده می‌شوند.
کتاب با این جمله اوستین به پایان می‌رسد: «این قیام الکتروکلن است!»
شخصیت ها:
مایکل وی:قدرت: می تواند از طریق تماس مستقیم یا به وسیله ی یک رسانا به مردم شوک بدهد.او می تواند گلوله ی رعد و برق تولید کند و یا می تواند خودش را مانند اهنربا مغناطیسی کند.
تایلور ریدلی:قدرت:می تواند به طور موقت سیناپیس های الکتریکی مغز را به هم ریخته و باعث گیجی شود.او همچنین می تواند ذهن افراد را بخواند.
اوستین لیز: قدرت: اوستین غیرالکتریکی است ولی بسیار باهوش است.
جک ورینز:قدرت:جک غیرالکتریکی است و قدرتی ولی در شناخت و رانندگی ماشین ها سررشته دارد همچنین قدرت بدنی او بسیار بالاست
زئوس:قدرت:می تواند از اعضای بدنش الکتریسیته پرتاب کند.
اَبیگِیل:قدرت:می تواند با لمس فرد اسیب دیده،بخش هایی از مغزش را تحریک کرده و درد را به طور موقت متوقف کند.
مک کینا:قدرت:توانایی تولید نور و گرما دارد.
ایان:قدرت:توانایی دیدن از طریق مکان یاب الکتریکی را دارد.این همان روشی است که کوسه ها و مارماهی های برقی برای دیدن در اب گل آلود و تیره استفاده می کنند.
وید:قدرت:وید غیرالکتریکی است و قدرت خاصی ندارد.
تانر:قدرت:مداخله در سیستم مسیریابی الکترونیکی هواپیماها که به سقوط منجر می شود.
گریس:قدرت:گریس یک هارد انسانی است و می تواند حجم زیادی از اطلاعات را ذخیره و بعد آپلود کند.
تارا:قدرت:قدرت های تارا مانند خواهر دوقلویش تایلور است.به این معنا که می تواند در فعالیت های الکتریکی عادی مغز تداخل ایجاد کند.او همچنین با سالها تمرین یادگرفته است که احساساتی نظیر ترس یا لذت را در انسان ایجاد کند.او با همچنین یادگرفته که توهم ذهنی ایجاد کند؛یکی از ویژگی های این توانایی آن است که او می تواند کاری کند که افراد به شکل هرچیز یا هرکس دیگری به نظر برسند.
کوئنتین:قدرت:توانایی تولید پالس های الکترومغناطیسی مجزا که به او این امکان را می دهد که تا شعاع 18 کیلومتری هرگونه وسیله ی الکترونیکی را از کار بیندازد.
تورستین:قدرت:او می تواند مانند ماکروویو عمل کند و ریزموج تولید کند.
کایلی:قدرت:توانایی خلق نیروی الکترو مغناطیسی دارد و اساسا یک آهنربای انسانی است.
بریان: قدرت:می تواند الکتریسیته ی شدیدا متمرکز شده تولید و با استفاده از ان اشیا را بِبُرد.
کیسی:قدرت:می تواند با استفاده از الکتریسیته از فواصل قابل توجهی عضلات شخص را منقبض یا منجمد کند.
تسا:قدرت:قدرت های تسا برخلاف نیشل است.او می تواند قدرت های دیگر نورانی ها را تقویت کند.
نیشل:قدرت:او مانند میدان الکتریکی عمل می کند و علاوه بر این که می تواند قدرت های دیگر نورانی ها را شناسایی کند،می تواند قدرت هایشان را از بدنشان بیرون بکشد.او همچنین می تواند مانند تسا تا حدی قدرت نورانی ها را تقویت کند.
و این تازه،شروع یک ماجرای پر رمز و راز است...